# Шовкохвіст
Шовкохвіст (Lamprolia) — рід горобцеподібних птахів родини віялохвісткових (Rhipiduridae). Включає два види.

## Систематика
Тривалий час рід вважався систематичною загадкою — різні автори відновили його до дивоптахових, тоутоваєвих або малюрових. З 1980 року його вважали представником монархових. Молекулярне дослідження 2009 року об'єднало шовкохвоста з папуанським дронгом та віялохвісткою у родині Rhipiduridae.

## Поширення
Обидва види є ендеміками Фіджі: один вид поширений на острові Тавеуні, інший — на Вануа-Леву.

## Види
- Шовкохвіст (Lamprolia victoriae) Finsch, 1874
- Шовкохвіст натеванський (Lamprolia klinesmithi) Ramsay, EP, 1876